# Площадь Республики (Рим)

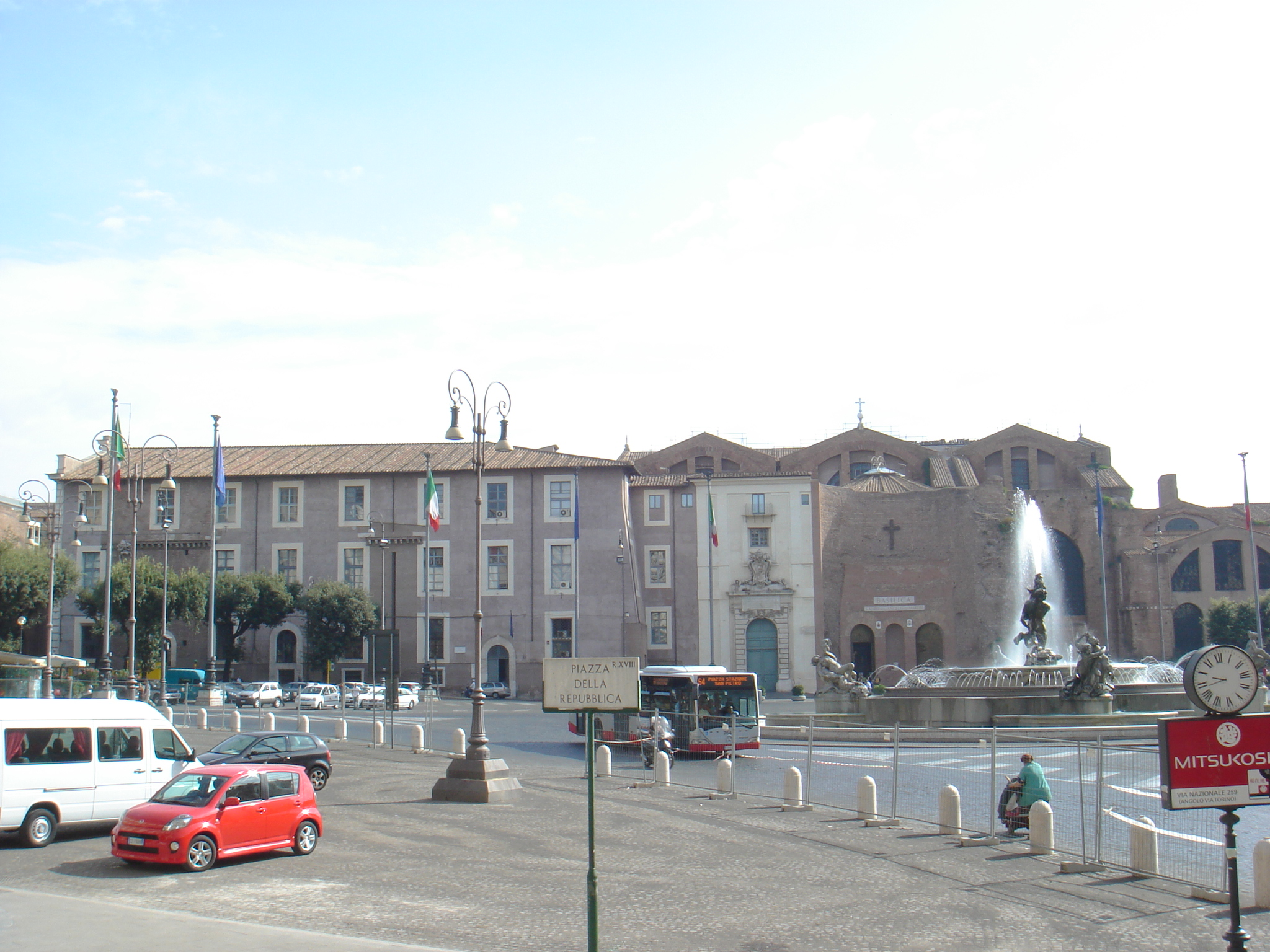
Площадь Республики

Площадь Республики (итал. Piazza della Repubblica) — площадь в центре Рима, недалеко от вокзала Термини, рядом с термами Диоклетиана. От площади берёт начало Виа Национале, одна из главных улиц города. Под площадью находится станция метро «Репубблика — Театро-дель-Опера» линии A Римского метрополитена.

## История
До 1950-х годов площадь назвалась Экседра. Это название до сих пор употребимо среди местных жителей. Старое название произошло от большой экседры терм Диоклетиана — полукруглой глубокой ниши с полукуполом, превращённой Микеланджело в фасад близлежащей церкви Санта-Мария-дельи-Анджели-э-дей-Мартири. Форма экседры отражена в плане симметричных колоннад, ограничивающих с двух сторон Площадь Республики. Полукруглые палаццо с галереями были возведены в 1888—1898 годах по проекту архитектора Гаэтано Коха. В центре площади расположен Фонтан наяд, созданный скульптором Марио Рутелли в 1901 году.